# Ленні Мак-Дональд
Ленні Кінг Мак-Дональд (англ. Lanny King McDonald; 16 лютого 1953, м. Ганна, Канада) — канадський хокеїст, лівий нападник. Член Зали слави хокею (1992).
Виступав за «Калгарі Сентенніалс» (WCHL), «Медисин-Гет Тайгерс» (WCHL), «Торонто Мейпл-Ліфс», «Колорадо Рокіз», «Калгарі Флеймс».
В чемпіонатах НХЛ — 1111 матчів (500+506), у турнірах Кубка Стенлі — 117 матчів (44+40).
У складі національної збірної Канади учасник чемпіонату світу 1981 (8 матчів, 3+0), учасник Кубка Канади 1976 (8 матчів, 2+4).
Досягнення
- Володар Кубка Стенлі (1989)
- Володар Кубка Канади (1976).

Нагороди
- Нагорода Білла Мастертона (1983)
- Трофей Кінга Кленсі (1988).